# Райе, Оливье
Пауль Даниэль Оливье Райе (фр. Paul Daniel Olivier Rayet; 23 сентября 1847, Кайру — 16 февраля 1887, Париж) — французский археолог и научный писатель.

## Биография
По окончании парижской Нормальной школы стал членом Французской школы в Афинах и решил посвятить свою жизнь археологии. Это стремление ему удалось воплотить в жизнь только после Франко-прусской войны 1870—1871 годов, во время которой он находился на административной службе. В сентябре 1871 года он возобновил свою научную работу и опубликовал в издании «Bulletin de correspondance hellénique» результаты своих исследований обнаруженных образцов афинской керамики. Тогда же Райе стал усиленно собирать памятники как для Лувра, так и для себя. Его обширная коллекция впоследствии постепенно распродавалась им самим. Он первым (вместе с Сабуровым) обратил внимание на танагрские статуэтки, впоследствии прославившиеся и вызвавшие обширные фальсификации.
В 1872—1873 годах Райе производил на средства Ротшильдов и вместе с архитектором Альбером Тома раскопки в Милете, результаты которых были переданы Ротшильдами в музей Лувра. Возвратившись в Париж, с 1874 года получил место адъюнкта по археологии в Национальной библиотеке, затем вскоре стал специалистом по греческой эпиграфике и помощником директора École des Hautes Études и позже лектором в Collège de France. С 1884 года был профессором археологии в Национальной библиотеке. К этому времени Райе обладал большим научным авторитетом и начал публиковать в издании «Gazette des Beaux-Arts» серию статей о древнегреческих памятниках. Ранняя смерть прервала его карьеру, многие его труды остались в рукописях или незаконченными, но некоторые были изданы или завершены его коллегами.
Главные работы его авторства:
- «Monuments de l’art antique» (II, 1884 и далее, с таблицами, в сотрудничестве с Масперо, Марша, Коллиньоном и др.)
- «Histoire de la céramique grecque» (Париж, 1888; окончено Коллиньоном).

Сборник статей Райе издан С. Рейнаром под заглавием «Études d’archéologie et d’art» (Париж, 1888).